# مانينغ لي ستوكس
مانينغ لي ستوكس (بالإنجليزية: Manning Lee Stokes)‏ (21 يونيو 1911، سانت لويس في الولايات المتحدة - 5 يناير 1976، مقاطعة ناسو في الولايات المتحدة)؛ كاتب وروائي أمريكي.